# ارونبای عاشورف
اُرونبای عاشورف (۱ ژانویهٔ ۱۹۰۳ – ۱ ژانویهٔ ۱۹۳۸) بین سپتامبر ۱۹۳۷ و مارس ۱۹۳۸ دبیر اول حزب کمونیست تاجیکستان شوروی بود. وی در فَرغانه متولد شد و در جریان پاکسازی بزرگ اعدام شد. وی همچنین برندهٔ جوایزی همچون نشان پرچم سرخ کار بود.

## پیشینه
ارونبای عاشورف در سال ۱۹۰۳ در یک خانواده ازبک در یک دهکده کشاورزی فقیر به دنیا آمد که در جستجوی کار در مرغیلان جدید از خجند نقل مکان کرد. در سال ۱۹۱۵ وی از یک مدرسه محلی روسیه فارغ‌التحصیل شد و سپس در مدرسه شهر فرغانه (۱۹۱۵–۱۹۱۶) تحصیل کرد.
سوابق کاری او عبارتند از:
تندنویس منطقه فرغانه (۱۹۱۸–۲۰۲۰)، کارمند کمیسیون اضطراری مبارزه با ضد انقلابیون در منطقه فرغانه، مقام حزب کمونیست و نایب رئیس کمیته انقلاب ناحیه مرغیلان، رئیس کمیته اجرایی ناحیه فرغانه جمهوری سوسیالیست شوروی ترکستان (۲۵–۲۵ ۱۹۲۰)، دبیر رئیس کمیته شهر فرغانه از حزب کمونیست، دبیر اول کمیته حزب کمونیست منطقه اندیجان (۲۹–۱۹۲۵). عضو مستمع آزاد در آکادمی کمونیست مسکو (۳۰–۱۹۲۹)، رئیس مرکز مزارع جمعی آسیای میانه، معاون رئیس دفتر آسیای میانه کمیته مرکزی حزب کمونیست اتحاد جماهیر شوروی (ب) (۳۴–۳۹). دبیر دوم حزب کمونیست تاجیکستان (ب)، افسر اجرایی حزب کمونیست تاجیکستان (ب)، دبیر اول حزب کمونیست تاجیکستان (۳۶–۱۹۳۴).